# 隕石學
隕石學是一門涉及隕石和其它地球外物質，能讓我們更進一步了解太陽系的歷史和其起源的科學。專門研究隕石的人稱為隕石學家。

## 研究的歷史
在萊格爾隕石的研究報告出來之前，人們相信隕石是一種異端邪說，那些聲稱看到隕石從天而降的人是在說謊。
在1960年，約翰·雷諾發現一些隕石有過量的129氙，是存在於太陽星雲中的129碘衰變的結果。

## 研究的方法

### 礦物學
有些礦物的存在與否，是經過某些物理或化學過程的指標。母體受到的撞擊會記錄在撞擊角礫岩和高壓礦物的相位（例如柯石英、akimotoite、鎂鐵榴石、尖晶橄欖石、重矽石、β橄欖石）。水合礦物（例如黏土礦物）是母體有液體活動的指標。

### 放射性定年法
輻射的方法可以定出隕石歷史階段的不同日期。來自太陽星雲濃縮體會紀錄下富含鈣鋁和隕石球粒。這些可以利用太陽星雲的放射性元素定年（例如26鋁/26鎂、 53錳/53鉻、鈾/鉛、129碘/129氙）。在這些凝聚物達到微星的尺度之後，就會發生融化和分異。這些過程可以利用鈾/鉛、87銣/87鍶、147釤/143釹和176鑥/176鉿法。金屬核心的形成和冷凝可以用187錸/187鋨法追溯應用在鐵隕石。大型撞擊事件，或甚至導致母體銷毀可以利用39氬 /40氬法和244鈽分裂痕跡法。在與母體分離後，流星體都暴露在宇宙輻射中。這段時期的長短可以使用3氚/3氦、22鈉/21氖、81氪 /83氪。在撞擊到地球之後
（或任何其他足以遮蔽掉宇宙射線的行星），肇因於宇宙射線的核衰變可以用來定出墜落的時間。暴露在地球上的時間是用36氯、14碳、81氪。

## 進階讀物
- A. J. Bowden; R. J. Howarth; Editors G. J. H. McCall. . London: Geological Society. 2006. ISBN 978-1862391949 （英语）.